# Стансы
Ста́нсы (фр. stance от итал. Stanza — помещение, комната, остановка) — стихотворная жанровая форма, восходящая к провансальской лирической песенной поэзии Средневековья. Стансы характеризуются относительной формальной и смысловой независимостью строф друг от друга. Стансы — классическая форма эпической поэзии (Ариосто, Тассо, Камоэнс), отточенность этому жанру придал Байрон («Дон-Жуан», «Чайльд-Гарольд»). В русской поэзии стансами написаны «Аул Бастунджи» Лермонтова, «Домик в Коломне» Пушкина. Кроме того, в русской поэзии имеется множество как правило небольших по объему элегически-медитативных стихотворений, озаглавленных «Стансы».

## Жанровые признаки
Главным признаком стансов является высокая степень независимости строф, которая проявляется в отсутствии смысловых переносов из одной строфы в другую, в обязательности самостоятельных рифм, не повторяющихся в других строфах. В идеале каждая строфа в стансах заключает в себе одну ясно выраженную идею, после чтения каждой строфы предполагается некоторая пауза. Количество стихов в каждой строфе может варьировать от четырех до двенадцати, но в русской стихотворной традиции за стансами закрепилась форма четверостиший, написанных четырехстопным ямбом с перекрестными (преимущественно) рифмами при обязательной строфической замкнутости.

## Пример
Ниже приводятся «Стансы» В. Ф. Ходасевича из сборника «Тяжелая лира» — один из наиболее чистых образцов этого жанра.

Уж волосы седые на висках

Я прядью черной прикрываю,

И замирает сердце, как в тисках,

От лишнего стакана чаю.

Уж тяжелы мне долгие труды,

И не таят очарованья

Ни знаний слишком пряные плоды,

Ни женщин душные лобзанья.

С холодностью взираю я теперь

На скуку славы предстоящей…

Зато слова: цветок, ребенок, зверь —

Приходят на уста всё чаще.

Рассеянно я слушаю порой

Поэтов праздные бряцанья,

Но душу полнит сладкой полнотой

Зерна немое прорастанье.
1918
Метрическая формула: Я5м+Я4ж (чередование пятистопного и черехстопного ямба с мужской и женской рифмой).

## Стансы в русской поэзии
- А. П. Сумароков, «Могу ли я сказать возлюбленной иначе?» (1759?)
- Е. А. Баратынский, «Судьбой наложенные цепи…» (1827)
- М. Ю. Лермонтов, «Мгновенно пробежав умом…» (1831)
- О. Мандельштам, «Необходимо сердцу биться…» (1937)
- А. Ахматова, «Стрелецкая луна. Замоскворечье. Ночь» (1940)
- И. Бродский, «Ни страны, ни погоста…» (1962)
- С. Гандлевский, «Говори. Что ты хочешь сказать?…» (Памяти матери) (1987)